# (864) Aase
(864) Aase ist ein Asteroid des Hauptgürtels, der am 30. September 1921 vom deutschen Astronomen Karl Wilhelm Reinmuth in Heidelberg entdeckt wurde. 
Benannt wurde der Asteroid nach der gleichnamigen Figur aus Henrik Ibsens Werk Peer Gynt.
(864) Aase bezeichnete ursprünglich einen anderen Asteroiden mit der Bezeichnung (1078) Mentha. Letzterer erhielt irrtümlich zwei Bezeichnungen, da er einmal von Wolf im Jahr 1917 entdeckt wurde, wobei er die provisorische Bezeichnung A917 CB erhielt, und 1926 erneut von Reinmuth, wobei er die provisorische Bezeichnung 1926 XB erhielt und nicht als mit A917 CB identisch erkannt wurde. Aus A917 CB wurde schließlich (864) Aase, und aus 1926 XB wurde (1078) Mentha. Im Jahr 1958 wurde festgestellt, dass die beiden Objekte identisch waren, und 1974 wurde dies beseitigt, in dem A917 CB / 1926 XB die Bezeichnung (1078) Mentha behielt, und die Bezeichnung (864) Aase auf das Objekt 1921 KE überging, das sie heute bezeichnet.